# Strzępnica zającowata

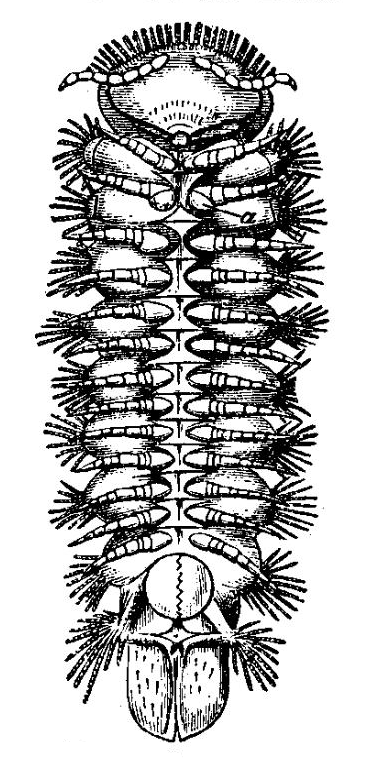
Widok od strony brzusznej

Strzępnica zającowata (Polyxenus lagurus) – gatunek dwuparców z rzędu strzępnic i rodziny strzępnicowatych. Osiąga 2–4 mm długości. Jego jasnobursztynowy oskórek porastają ciemnobrązowe szczecinki. Żywi się glonami i porostami. Przystosowany do siedlisk umiarkowanie wilgotnych i suchych. Aktywny w dzień. Rankiem absorbuje wilgoć z otoczenia. Wykazuje się partenogenezą geograficzną: populacje rozmnażające się dzieworodnie przeważają w północnej Europie. Rozród płciowy odbywa się bez kopulacji. Samiec pozostawia spermatofory na utkanej siatce, skąd pobiera je samica. Gatunek kosmopolityczny.

## Opis
Dorosłe osobniki osiągają od 2 do 3 lub 3 do 4 mm długości i od 0,5 do 1 mm szerokości. Ciało pokrywa niewysycony solami wapnia, jasnobursztynowy oskórek, porośnięty ciemnobrązowymi szczecinkami. Układ szczecinek jest następujący: na głowie i wszystkich tergitach, z collum włącznie, występują dwa poprzeczne pasy połączone bocznymi kępkami, ponadto na każdym pleurycie, z wyjątkiem pierwszego, występują kępki boczne, a na końcu telsonu dwie długie szczoteczki kolcowatych szczecinek, które mogą się rozkładać. Te końcowe szczecinki służą celom obronnym. Ich wierzchołki są zagięte i zahaczają o szczecinki napastnika, np. mrówki czy pająka, chwilowo go unieruchamiając i czyniąc bezbronnym.
U obu płci otwory płciowe leżą za drugą parą odnóży. U samicy położone są na szczycie wulw o kształcie ściętego stożka, a u samców na stożkowatych penisach, tylko nieco dłuższych niż wulwy u samic. Dymorfizm płciowy zaznacza się w nieco mniejszych rozmiarach samca i smuklejszych kępkach szczecinek na jego ciele. Obok formy płciowej, występuje również forma rozmnażająca się partenogenetycznie, w Europie coraz częstsza ku północy. Formę płciową można od niej odróżnić po obecności w części grzbietowej dwóch środkowych i dwóch bocznych pasków czerwonobrązowej barwy.

## Biologia i ekologia
U strzępnic brak kopulacji. Samiec w jamce podłoża przędzie, zygzakowatymi ruchami, sieć z wydzieliny gruczołów penisów, po czym pozostawia na niej dwa spermatofory. Następnie za pomocą wydzieliny z gruczołów ósmej i dziewiątej pary odnóży tworzy długą na około 1,5 cm nić sygnałową, położoną poprzecznie do sieci. Nić ta jest lokalizowana za pomocą czułków przez dojrzałą samicę, która zaczyna wędrować wzdłuż niej, trafiając na sieć, skąd pobiera spermatofory za pomocą wulw.
Jaja strzępnicy zającowatej połączone są w koralikowate sznurki i składane spiralnie, przez co tworzą dysk. Dookoła takiego dysku samica wciska długie włoski z telsonu, które utrzymują jaja odsunięte od podłoża, zapewniając odpowiednią wentylację.
W przeciwieństwie do większości innych dwuparców gatunek ten preferuje środowiska umiarkowanie wilgotne do suchych. Najczęściej spotykany jest pod kłodami martwych drzew, zwłaszcza iglastych, pod kamieniami lub na gruncie pod ściółką. Na morskich wybrzeżach notowany wśród korzeni roślin halofilnych. Znajdowany także pod mchem i porostami, obrastającymi ludzkie konstrukcje. Zasiedla również stare mury kamienne i ceglane. Aktywny jest za dnia, nawet w pełnym słońcu. Żeruje na nitkach glonów i porostach.
Adaptacjami do zasiedlanych środowisk i pory aktywności są u niego zdolności: do redukcji utraty wody przez parowanie oraz do absorpcji wody z powietrza. Utrata wody przez parowanie w całkowicie suchym powietrzu jest u niego mniejsza niż 1% masy wody na godzinę, zaś przy wilgotności 76% wynosi 0,28% masy na godzinę (pomiary przy temperaturze 22°C). W warunkach laboratoryjnych faza absorpcji wilgoci z powietrza miała miejsce zawsze rano, około godziny 5–6, co związane jest z czasem występowania w naturze rosy, a jej skuteczność sięgała u niektórych osobników do ponad 3% przyrostu masy wody w ciele na godzinę.

## Rozprzestrzenienie
Gatunek kosmopolityczny, znany m.in. z większości Europy, Azji, Ameryki i Afryki. W Europie jest najpospolitszym przedstawicielem rzędu strzępnic, w Polsce zaś jedynym.